# Paris-Nice
Paris-Nice er et etapeløb på cykel som arrangeres i marts hvert år. Løbets kælenavn er La course au soleil  (dk: Løbet mod Solen), med reference til det vinterkolde Paris og centrale Frankrig og ned mod det lune forårs Provence.
Det blev første gang arrangeret i 1933 og udover en pause fra 1940 til 1946 på grund af 2. verdenskrig, er det blevet arangeret lige siden. Cykelrytteren som har vundet flest gange er Seán Kelly, som vandt syv gange i træk i årene 1982–1988, og i alt 12 ryttere har vundet løbet mere end en gang.
Selv om løbet hedder Paris-Nice, starter det ikke altid i Paris, men starter ofte i byer nær eller syd for Paris. Den sidste etape afsluttes hvert år på Promenade des Anglais i Nice. Den sidste eller næstsidste etape går ofte over Col d'Eze, et bjergpas nær Nice.
Paris-Nice arrangeres af ASO (Amaury Sport Organisation). ASO organiserer også andre cykelløb, blandt andet Tour de France og Paris-Roubaix.

## Vinderne
| År                                            | Vinder                  | Toer                    | Treer                  |
| --------------------------------------------- | ----------------------- | ----------------------- | ---------------------- |
| 1933                                          | Alfons Schepers         | Louis Hardiquest        | Benoît Faure           |
| 1934                                          | Gaston Rebry            | Roger Lapébie           | Maurice Archambaud     |
| 1935                                          | René Vietto             | Antoon Dignef           | Raoul Lesueur          |
| 1936                                          | Maurice Archambaud      | Jean Fontenay           | Alfons Deloor          |
| 1937                                          | Roger Lapébie           | Sylvain Marcaillou      | Albert van Schendel    |
| 1938                                          | Jules Lowie             | Albertin Disseaux       | Antoon van Schendel    |
| 1939                                          | Maurice Archambaud      | Frans Bonduel           | Gérard Desmet          |
| 1940-1945 ikke arrangeret pga. 2. verdenskrig |                         |                         |                        |
| 1946                                          | Fermo Camellini         | Maurice De Muer         | Frans Bonduel          |
| 1947-1950 ikke arrangeret                     |                         |                         |                        |
| 1951                                          | Roger Decock            | Lucien Teisseire        | Kléber Piot            |
| 1952                                          | Louison Bobet           | Donato Zampini          | Raymond Impanis        |
| 1953                                          | Jean-Pierre Munch       | Roger Walkowiak         | Roger Bertaz           |
| 1954                                          | Raymond Impanis         | Nello Lauredi           | Francis Anastasi       |
| 1955                                          | Jean Bobet              | Pierre Molinéris        | Bernard Gauthier       |
| 1956                                          | Fred De Bruyne          | Pierre Barbotin         | François Mahé          |
| 1957                                          | Jacques Anquetil        | Désiré Keteleer         | Jean Brankart          |
| 1958                                          | Fred De Bruyne          | Pasquale Fornara        | Germain Derycke        |
| 1959                                          | Jean Graczyk            | Gérard Saint            | Pierino Baffi          |
| 1960                                          | Raymond Impanis         | François Mahé           | Robert Cazala          |
| 1961                                          | Jacques Anquetil        | Joseph Groussard        | Jef Planckaert         |
| 1962                                          | Jef Planckaert          | Tom Simpson             | Rolf Wolfshohl         |
| 1963                                          | Jacques Anquetil        | Rudi Altig              | Rik Van Looy           |
| 1964                                          | Jan Janssen             | Jean-Claude Annaert     | Jean Forestier         |
| 1965                                          | Jacques Anquetil        | Rudi Altig              | Italo Zilioli          |
| 1966                                          | Jacques Anquetil        | Raymond Poulidor        | Vittorio Adorni        |
| 1967                                          | Tom Simpson             | Bernard Guyot           | Rolf Wolfshohl         |
| 1968                                          | Rolf Wolfshohl          | Ferdinand Bracke        | Jean-Louis Bodin       |
| 1969                                          | Eddy Merckx             | Raymond Poulidor        | Jacques Anquetil       |
| 1970                                          | Eddy Merckx             | Luis Ocaña              | Jan Janssen            |
| 1971                                          | Eddy Merckx             | Gösta Pettersson        | Luis Ocaña             |
| 1972                                          | Raymond Poulidor        | Eddy Merckx             | Luis Ocaña             |
| 1973                                          | Raymond Poulidor        | Joop Zoetemelk          | Eddy Merckx            |
| 1974                                          | Joop Zoetemelk          | Alain Santy             | Eddy Merckx            |
| 1975                                          | Joop Zoetemelk          | Eddy Merckx             | Gerrie Knetemann       |
| 1976                                          | Michel Laurent          | Hennie Kuiper           | Luis Ocaña             |
| 1977                                          | Freddy Maertens         | Gerrie Knetemann        | Jean-Luc Vandenbroucke |
| 1978                                          | Gerrie Knetemann        | Bernard Hinault         | Joop Zoetemelk         |
| 1979                                          | Joop Zoetemelk          | Sven-Åke Nilsson        | Gerrie Knetemann       |
| 1980                                          | Gilbert Duclos-Lassalle | Stefan Mutter           | Gerrie Knetemann       |
| 1981                                          | Stephen Roche           | Adrie van der Poel      | Alfons De Wolf         |
| 1982                                          | Seán Kelly              | Gilbert Duclos-Lassalle | Jean-Luc Vandenbroucke |
| 1983                                          | Seán Kelly              | Jean-Marie Grezet       | Steven Rooks           |
| 1984                                          | Seán Kelly              | Stephen Roche           | Bernard Hinault        |
| 1985                                          | Seán Kelly              | Stephen Roche           | Frédéric Vichot        |
| 1986                                          | Seán Kelly              | Urs Zimmermann          | Greg LeMond            |
| 1987                                          | Seán Kelly              | Jean-François Bernard   | Laurent Fignon         |
| 1988                                          | Seán Kelly              | Ronan Pensec            | Julián Gorospe         |
| 1989                                          | Miguel Indurain         | Stephen Roche           | Marc Madiot            |
| 1990                                          | Miguel Indurain         | Stephen Roche           | Luc Leblanc            |
| 1991                                          | Tony Rominger           | Laurent Jalabert        | Martial Gayant         |
| 1992                                          | Jean-François Bernard   | Tony Rominger           | Miguel Indurain        |
| 1993                                          | Alex Zülle              | Laurent Bezault         | Pascal Lance           |
| 1994                                          | Tony Rominger           | Jesús Montoya           | Vjatjeslav Jekimov     |
| 1995                                          | Laurent Jalabert        | Vladislav Bobrik        | Alex Zülle             |
| 1996                                          | Laurent Jalabert        | Lance Armstrong         | Chris Boardman         |
| 1997                                          | Laurent Jalabert        | Laurent Dufaux          | Santiago Blanco Gil    |
| 1998                                          | Frank Vandenbroucke     | Laurent Jalabert        | Marcelino García       |
| 1999                                          | Michael Boogerd         | Markus Zberg            | Santiago Botero        |
| 2000                                          | Andreas Klöden          | Laurent Brochard        | Francisco Mancebo      |
| 2001                                          | Dario Frigo             | Raimondas Rumšas        | Peter Van Petegem      |
| 2002                                          | Alekszandr Vinokurov    | Sandy Casar             | Laurent Jalabert       |
| 2003                                          | Alekszandr Vinokurov    | Mikel Zarrabeitia       | Davide Rebellin        |
| 2004                                          | Jörg Jaksche            | Davide Rebellin         | Bobby Julich           |
| 2005                                          | Bobby Julich            | Alejandro Valverde      | Constantino Zaballa    |
| 2006                                          | Floyd Landis            | Patxi Vila              | Antonio Colom          |
| 2007                                          | Alberto Contador        | Davide Rebellin         | Luis León Sánchez      |
| 2008                                          | Davide Rebellin         | Rinaldo Nocentini       | Jaroslav Popovytj      |
| 2009                                          | Luis León Sánchez       | Fränk Schleck           | Sylvain Chavanel       |
| 2010                                          | Alberto Contador        | Luis León Sánchez       | Roman Kreuziger        |
| 2011                                          | Tony Martin             | Andreas Klöden          | Bradley Wiggins        |
| 2012                                          | Bradley Wiggins         | Lieuwe Westra           | Alejandro Valverde     |
| 2013                                          | Richie Porte            | Andrew Talansky         | Jean-Christophe Péraud |
| 2014                                          | Carlos Betancur         | Rui Costa               | Arthur Vichot          |
| 2015                                          | Richie Porte            | Michał Kwiatkowski      | Simon Špilak           |
| 2016                                          | Geraint Thomas          | Alberto Contador        | Richie Porte           |
| 2017                                          | Sergio Henao            | Alberto Contador        | Daniel Martin          |
| 2018                                          | Marc Soler              | Simon Yates             | Gorka Izagirre         |
| 2019                                          | Egan Bernal             | Nairo Quintana          | Michał Kwiatkowski     |
| 2020                                          | Maximilian Schachmann   | Tiesj Benoot            | Sergio Higuita         |
| 2021                                          | Maximilian Schachmann   | Aleksandr Vlasov        | Jon Izagirre           |
| 2022                                          | Primož Roglič           | Simon Yates             | Daniel Martínez        |
| 2023                                          | Tadej Pogačar           | David Gaudu             | Jonas Vingegaard       |
| 2024                                          | Matteo Jorgenson        | Remco Evenepoel         | Brandon McNulty        |
| 2025                                          | Matteo Jorgenson        | Florian Lipowitz        | Thymen Arensman        |